# Flowers of Romance (песня)
«Flowers of Romance» — песня британской музыкальной группы Public Image Ltd с одноимённого альбома коллектива. Композиция также выходила в формате сингла и заняла 24-ю позицию в хит-параде UK Singles Chart. Официальный видеоклип для промокампании не снимался.

## О песне
Как и в большинстве песен с альбома The Flowers of Romance, в заглавной композиции отсутствуют гитарные партии. Песня основывается на ритм-секции (виолончель и барабаны) и компьютерном миксе; также в композиции присутствует саксофонная партия, сыгранная Лайдоном.

## Список композиций
| №  | Название             | Длительность |
| -- | -------------------- | ------------ |
| 1. | «Flowers of Romance» | 2:50         |

| №  | Название                     | Длительность |
| -- | ---------------------------- | ------------ |
| 1. | «Home Is Where the Heart Is» | 7:25         |

## Позиции в хит-парадах
| Год  | Хит-парад                        | Высшая позиция | Пребывание |
| ---- | -------------------------------- | -------------- | ---------- |
| 1981 | Великобритания (UK Albums Chart) | 24             | 7 недель   |
| 1981 | Ирландия (IRMA)                  | 19             | 4 недели   |